# Рум'янцев Микола Петрович
Рум'янцев Микола Петрович, Румянцев (Рум'янцов, Румянцов) Микола Петрович (рос. Никола́й Петро́вич Румя́нцев, 14(03).04.1754—15(03).01.1826) — державний діяч Російської імперії, державний канцлер (1810), меценат, колекціонер, граф. Почесний член Харківського університету (1814), Російської академії (1819), Товариства історії та старожитностей російських при Московському університеті (1823), Американського філософського товариства (1825), член Азіатського і Географічного товариств у Парижі (1822).

## Біографія
Народився в м. Санкт-Петербург. Восьмилітнім оформлений сержантом до лейб-гвардії, від 1769 — офіцер, 1772 — камер-юнкер. Од 1774 студіював у Лейденському університеті, познайомився з Вольтером, подорожував Європою. Від 1779 — камергер, 1781 направлений надзвичайним послом на сейм «Священної Римської імперії германської нації» до Франкфурта-на-Майні (Німеччина). 1796 — директор Позичкового банку, сенатор, обергофмейстер, дійсний таємний радник. 1801, за царювання Олександра I, — член Державної ради, головнокеруючий водними комунікаціями та експедицією для влаштування шляхів. Од 1802 до 1811 був міністром комерції, випускав газету «Санкт-Петербургские коммерческие ведомости», від 1807 виконував і обов'язки міністра закордонних справ. Окрім того, від 1810 — голова Державної ради (фактично — уряду), із 1814 — у відставці.

## Меценатство
Підтримував дальні морські походи, у тому числі І.Крузенштерна та Ю.Лисянського, О.Коцебу. Власним коштом у Гомелі (нині місто в Білорусі) спорудив православний собор, мурований костьол, аптеку та богадільню, підтримав зведення синагоги, симпатизував старообрядству. Десятки тисяч рублів подарував Імператорській АН, Харківському колегіуму й Київській духовній академії (в останньому разі — внеском на премію з історії чи географії «Київського краю»). Переказав 1814 Києво-Печерській лаврі регалії батька — фельдмаршальський жезл і золоту оливкову віть з діамантами, а діамантову панагію — для митрополита. Дав гроші на навчання майбутнього історика І.Григоровича, котрий став автором описів знайдених раритетів, публікатором праць Г.Кониського. Започаткував Комісію друкування державних грамот і договорів при Колегії закордонних справ (1811), фінансував розвідки давнини, праці т. зв. Румянцевського гуртка, брав участь у пошуках пам'яток, мандрував, відвідував Київ, залучив до співробітництва, зокрема, М.Бантиша-Каменського, М.Берлинського, К.Калайдовича, П.Кеппена, Є.Болховітінова, П.Строєва, О. Х. Востокова, О.Тургенєва, О.Малиновського. Субсидіював видання цінних документів «Памятники российской словесности XII в.» (М., 1821), «Белорусский архив древних грамот» (М., 1824) тощо. Накопичені ним книги та рукописи, мінц-кабінет, мистецькі та етнографічні зібрання склали основу Румянцевського музею, 1831 уфундованого з належним штатом доглядачів для експозиції в пристосованому петербурзькому палаці та решті спеціально призначених приміщень (переведений 1861 до Москви, де 1862 з його фондів постала публічна бібліотека, найменована 1924 Російською, 1925 — Державною бібліотекою СРСР ім. В.Леніна, нині Російська державна бібліотека). Опікувався Нікітським ботанічним садом у Криму, Вільним економічним товариством (див. «Вольное экономическое общество»).

Помер у м. Санкт-Петербург. Похований у Гомелі.